# ویتس اسپرینگز (آرکانزاس)
ویتس اسپرینگز (به انگلیسی: Witts Springs) یک منطقهٔ مسکونی در ایالات متحده آمریکا است که در شهرستان سیرسی، آرکانزاس واقع شده‌است. ویتس اسپرینگز ۵۸۴٫۰ متر بالاتر از سطح دریا واقع شده‌است.